# Mallithammanahalli, Arkalgud
Mallithammanahalli là một làng thuộc tehsil Arkalgud, huyện Hassan, bang Karnataka, Ấn Độ.